# Enskede gård (stadsdel)
Enskede gård är en stadsdel i Söderort inom Stockholms kommun. Stadsdelen gränsar till Johanneshov, Gamla Enskede, Enskedefältet och Årsta. Stadsdelen saknar ett stadsdelscentrum, närmaste finns i Johanneshov och Gamla Enskede. 
Namnet Enskede gård kommer från det tidigare säteriet och storgodset Enskede gård, som ligger vid Enskede gårdsväg 25. Gården finns nämnd redan 1392. 

## Historia

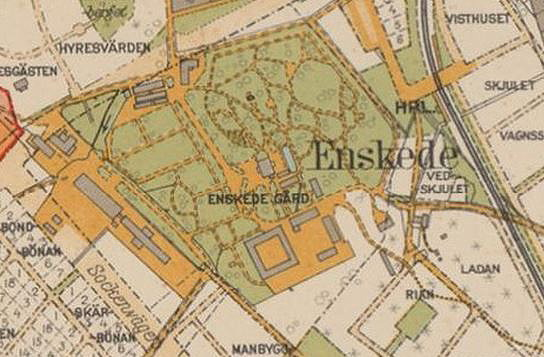
Del av 1934 års karta över Stockholm med omgivningar visande Enskede gård.

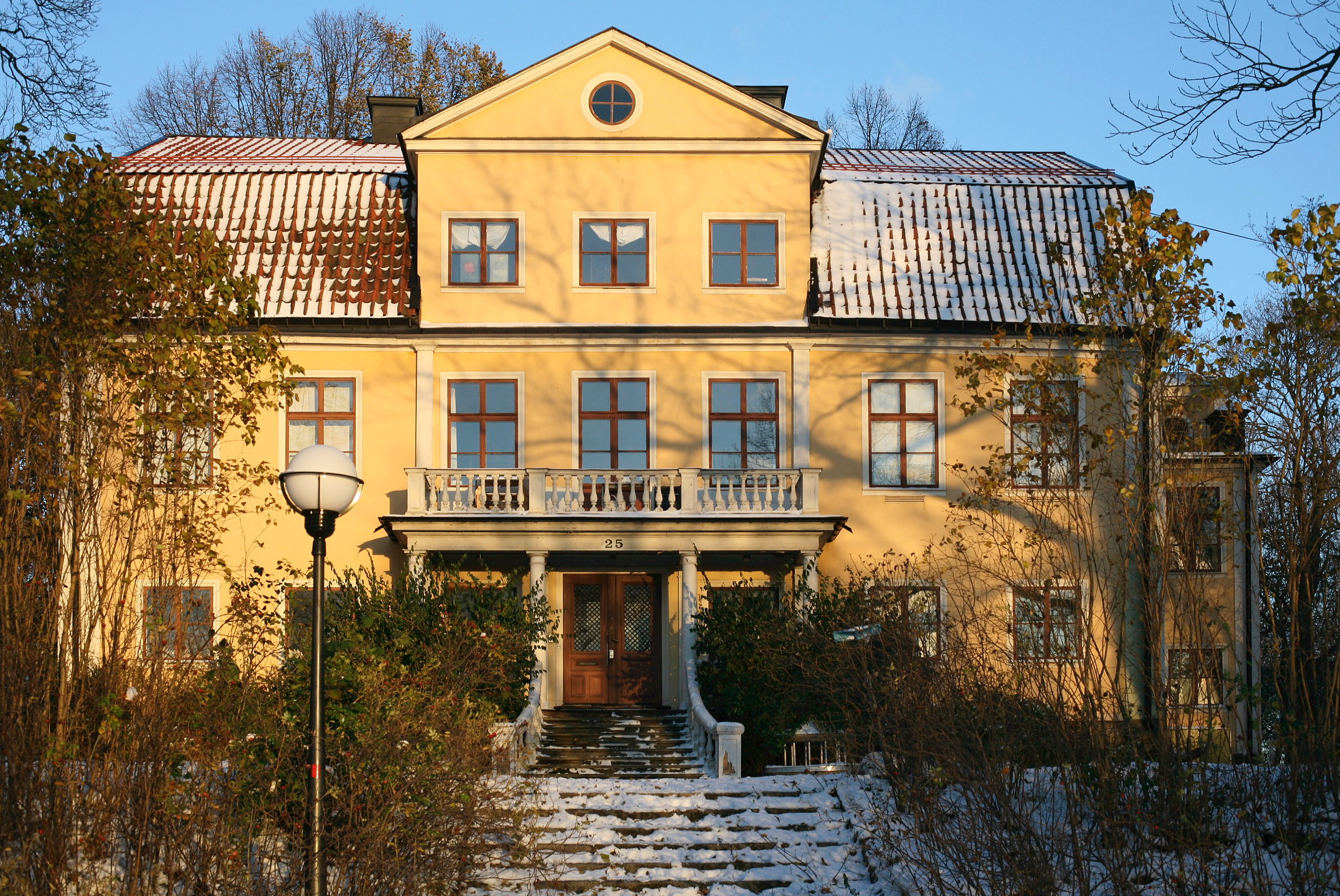
Enskede gårds huvudbyggnad

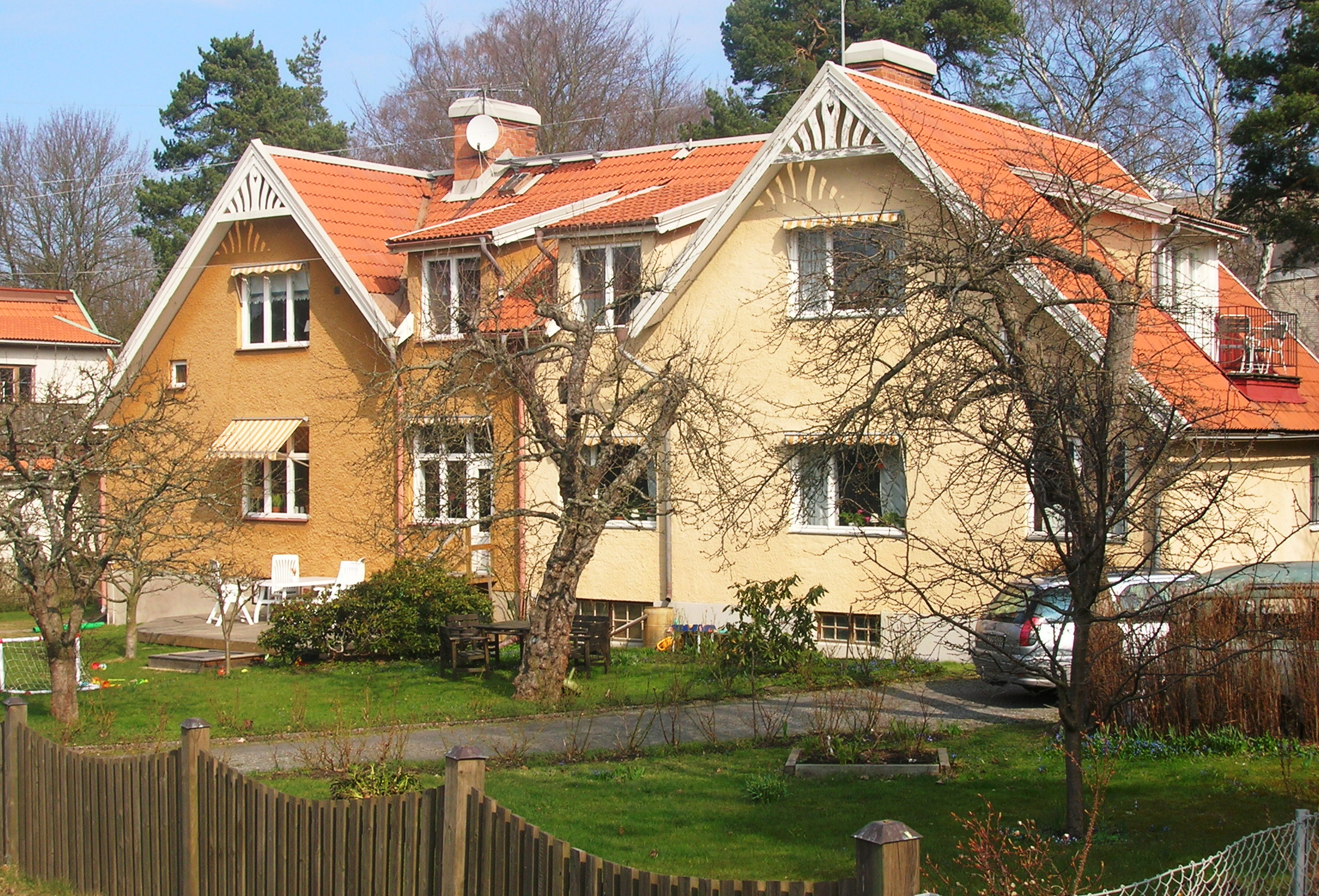
Dubbelradhus på Lindevägen 15

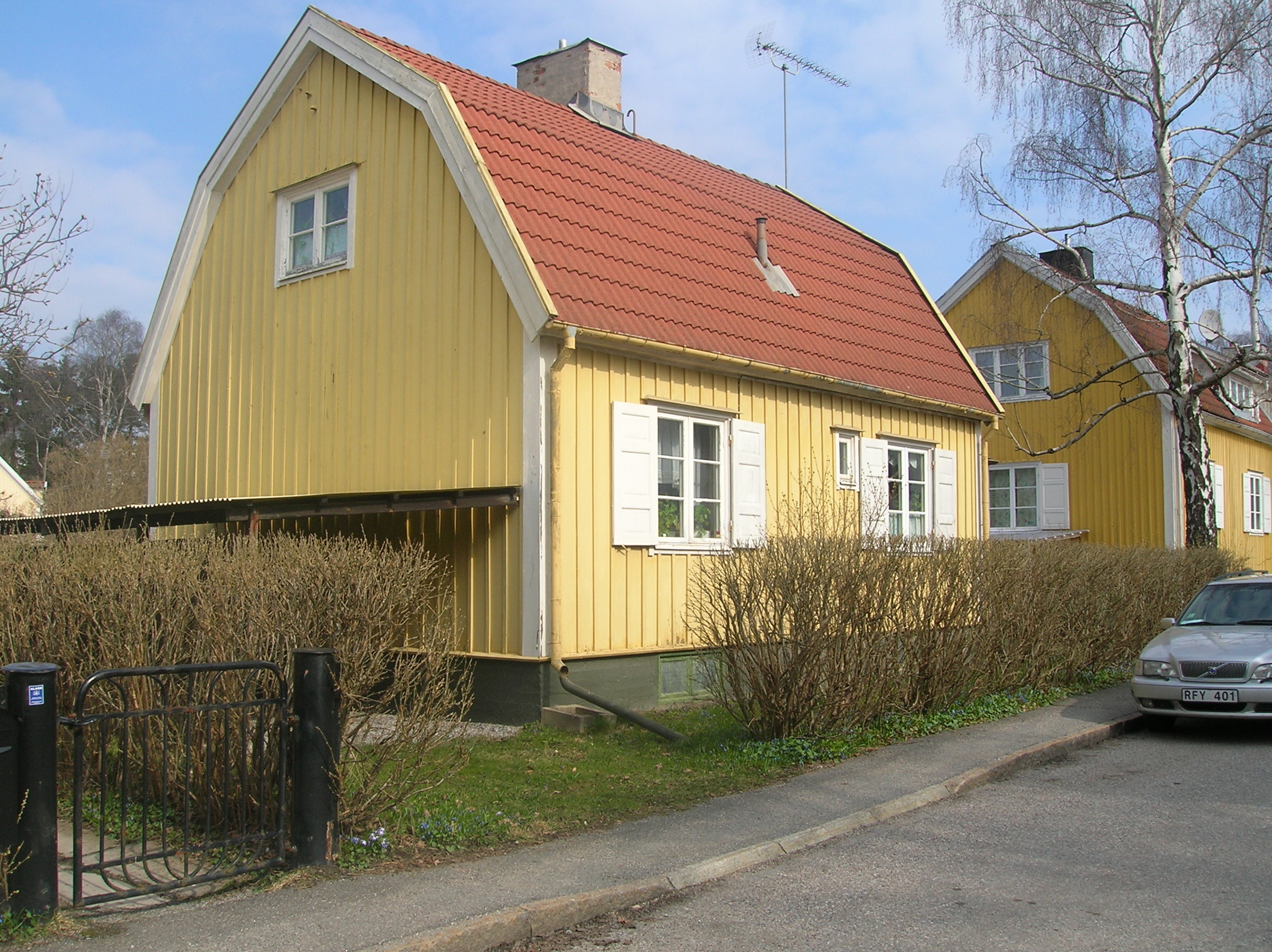
Dammtrappgatan 20

Enskede har sitt ursprung i den gård, som omtalas första gången 1397 då Rutger Crouwel köpte 1 öresland jord i 'Enskiæ'. 1409 omtalas en Ragvald i 'Ændskidom' som en av bönderna vid ett räfteting i Strängnäs med allmogen i Övre Tör. 1539–1573 omfattar Enskede en gård och ett dagsverkstorp. 
Under tidigt 1700-tal slogs de tre gårdarna Lilla Enskede, Stora Enskede och Bägersta ihop till en enhet som fick namnet Enskede. Ägare var då riksrådet Gustaf Palmfelt. Från 1780-talet övergick gården till släktet Odelberg, förste ägare var Herman Odelberg, assessor i bergskollegium. Sonsonen Axel Odelberg utvecklade gården, och vid 1800-talets mitt var gården en av traktens största arbetsplatser.
Den nuvarande huvudbyggnaden är från 1805, ritad av G.M. Kolmodin. Spannmålsmagasinet är från 1830-talet och ladugården (sedan 1943 stall och ridskola) byggdes på 1860-talet. Ett flertal torp och mindre gårdar hörde till gården. Ett spritbränneri fanns också.
År 1815 uppfördes vid hörnet av Godsägarvägen och Odelbergsvägen Enskede gårds skola. Byggnaden användes som skola från 1865 och därefter i cirka 30 år och finns ännu kvar.

## Köpet av Enskede gård
Gårdens ägor på 600 hektar inköptes av Stockholms kommun 1904 till priset två miljoner kronor. Dåvarande ägare var politikern Theodor Odelberg. Markförvärvet kom att bli det första och största av stadens många markförvärv i Söderort och Västerort.
Den första bebyggelsen finns öster om gården närmast Slakthusområdet. År 1907 sålde staden 49 tomter till ingenjören Lennart Palme kring Lindevägen med full äganderätt. Man började med att bygga tio dubbelhus och åtta enkelhus ritade av Rudolf Arborelius. Några tidstypiska hus finns på Tallvägen 10–12. Detta område kom att kallas Palmeska villastaden. Huset på Lindevägen 11 såldes den 1 juli 1907 för 8 304 kronor, vilket 2007 motsvarade 321 135 kronor. Marknadsvärdet ligger numera på flera miljoner kronor.

## Dagens Enskede gård växer fram
År 1908 infördes lagen om tomträtt och kommunen upplåter sedan dess mark med denna upplåtelseform istället för full äganderätt. Längs Bolidenvägen uppfördes 1916 ett industriområde. Cirka hundra personer kunde här arbeta på tarmindustrin Schaub & Co som fanns kvar fram till 1971. I övrigt fanns i samma kvarter brädgård, såg, rökeri, Vin- och Spritcentralens kapsylfabrik och en charkuterifabrik.
På 1920-talet lät HSB uppföra småvillor för sina medlemmar i området mellan Herrgårdsvägen och Lindevägen. Man byggde villor i trädgårdsmiljö efter inspiration från Storbritannien och Tyskland. Tidstypiska hus finns bland annat på Dammtrappgatan 16-26. Dessa har bland annat fasader i träpanel och locklister, spröjsade fönster och uppslagna fönsterluckor. Huset på Dammtrappgatan 20 ritades av arkitekten Sven Wallander 1925.
År 1929 fastställdes stadsplanen för området, där Ensked gårds byggnader ingick, i den sades att gården med den tillhörande vackra parken skulle bevaras i orubbat skick. Den 1 oktober 1930 börjades området trafikeras med spårvagn på Örbybanan, linje 19. Spårvagnen gick på den banvall som än i dag används av tunnelbanan med samma linjenummer. Längs Palmfeltsvägen stannade spårvagnen vid hållplatserna Lindevägen (korsningen Bolidenvägen och Slakthusjärnvägen) samt hållplatsen Enskede gård vid tunnelbanestationens nuvarande läge.
På området norr om Sockenvägen ledde Stockholms stads småstugebyrå arbetet med byggandet av egnahemshus. Husen uppfördes av de boende själv och man kunde välja på fyra olika typhus. 1930 uppförde det kommunala fastighetsbolaget Familjebostäder ett antal smalhus på Björneborgsvägen. 1939–1940 uppfördes smalhus längs Odelbergsvägen av HSB. Arkitekt var Gunnar Wejke och Kjell Ödeen. Familjebostäder lär bygga ett antal flerfamiljshus på Palmfeltsvägens östra sida 1943–1945. Den 9 september 1951 ersattes spårvagnarna av den nya tunnelbanan. 1965 uppfördes nuvarande Lindeparkens gymnasieskola, ritad av Jon Höjer och Sture Ljungqvist.
Längs Drivhusvägen-Planterarvägen fanns en gång stadens trädskola. Efter att verksamheten upphört lät byggherrarna HSB och Einar Mattsson Byggnads AB uppföra ett bostadsområde med radhus i två våningar. Husens fasader har inspirerats av de närliggande 20-talshusen. Totalt 300 lägenheter uppfördes. Arkitekt var Kjell Forshed.
Den 8 januari 2000 inleddes trafiken på Tvärbanan som följer Slakthusjärnvägens sträckning. År 2007 byggdes två nya smalhus på Odelbergsvägen 34-36 som utvändigt är mycket lika de befintliga 1940-talshusen i närheten.

## Industriområdet
Industriområdet vid nuvarande Bolidenvägen uppfördes ungefär samtidigt som Slakthusområdet kom till.
| Fastighetsbeteckning | Adress                              | Byggår     | Ursprunglig verksamhet                   |
| -------------------- | ----------------------------------- | ---------- | ---------------------------------------- |
| Lindetorp 3          | Bolidenvägen 6                      | Cirka 1913 | Garveri för fabrikör Nils Waldin         |
| Lindetorp 4          | Tjurhornsgränd 2/Bolidenvägen 8-10  | Cirka 1916 | AB R & H Lundin, livsmedelsindustri m.m. |
| Renseriet 1          | Tjurhornsgränd 5-7                  | Cirka 1926 | Vägglusrökeri/cyanvätebehandling         |
| Renseriet 12         | Bolidenvägen 12                     | Hus 1 1915 | Charkuterifabrik                         |
| Renseriet 14-15      | Bolidenvägen 20-22                  | Cirka 1930 | Fiskrökeri, smidesverkstad, bostad       |
| Renseriet 26         | Tjurhornsgränd 3/Bolidenvägen 14-16 | Cirka 1916 | Schaub & co tarmindustri                 |
| Tjurhornet 14        | Johanneshovsvägen 103-105           | Cirka 1940 |                                          |

## Kommunikationer
Med allmänna kommunikationer tar man sig till stadsdelen enklast med tunnelbana, station Enskede gård eller spårvagn, station Linde. På Johanneshovsvägen stannar buss 144 och 168 och buss 163 stannar på Enskedevägen.

## Stockholms stadsmuseums byggnadsinventering i Enskede gård
Stockholms stadsmuseum har under 2004-2007 inventerat samtliga byggnader i stadsdelen uppförda före 1990. De mest värdefulla fastigheterna har getts en blåmärkning vilket innebär det starkaste skyddet och att fastighetens kulturhistoriska värde motsvarar fordringarna för byggnadsminnen i Kulturmiljölagen. Vid inventeringen gavs fem byggnader en blå märkning. Ett flertal anläggningar fick en grön märkning, det näst högsta värdet, som betyder att fastigheten är särskilt värdefull i någon mening.
| Bild | Benämning                    | Byggår     | Arkitekt                        | Adress                                                                        | Kvarter & Motivering | Märkning |
| ---- | ---------------------------- | ---------- | ------------------------------- | ----------------------------------------------------------------------------- | -------------------- | -------- |
|      | Statarebostad/Trädgårdsstuga | 1700-talet |                                 | Enskede Gårdsväg                                                              | Enskede 1:1          |          |
|      | Enskede Gårds gamla skola    | 1815       |                                 | Odelbergsvägen 41                                                             | Ladan 1              |          |
|      | Gråstensladan/Stall          | 1868       |                                 | Enskede Gårdsväg 4                                                            | Kronärtskockan 1     |          |
|      | Enskede gård, corps-de-logi  | 1805-1807  | G.M. Kolmodin, murarmästare     | Enskede Gårdsväg 25                                                           | Enskede By 1         |          |
|      | Sädesmagasin "Fyrkanten"     | 1838-1850  |                                 | Enskede Gårdsväg 14A-E                                                        | Lekstugan 1          |          |
|      | Parhus                       | 1906-1907  | Rudolf Arborelius               | Tallvägen 6-8                                                                 | Aspdungen 22 och 26  |          |
|      | Parhus                       | 1926-1927  |                                 | Dammtrappgatan 34-36                                                          | Delägaren 19-20      |          |
|      | Enfamiljshus                 | 1926-1927  | Typhus från AB Träkol i Vansbro | Delägargatan 32                                                               | Sparkassan 7         |          |
|      | Enfamiljshus                 | 1925-1926  | Sven Wallander                  | Dammtrappgatan 20                                                             | Vinsten 8            |          |
|      | Flerfamiljshus               | 1930-1932  | Edvin Engström                  | Odelbergsvägen 21                                                             | Stallet 7            |          |
|      | Enfamiljshus                 | 1933       | Edvin Engström                  | Odelbergsvägen 50                                                             | Rian 5               |          |
|      | Åtta lamellhus               | 1944-1947  |                                 | Palmfeltsvägen 51-69, Skjulvägen 12-22, Palmfeltsgränd 1-5, Visthusvägen 4-10 | Växthuset 2          |          |

## Demografi
År 2017 hade stadsdelen cirka 3 000 invånare, varav cirka 21,3 procent med utländsk bakgrund.